# Lola Moltó Martín
Lola Moltó Martín (Carlet, la Ribera Alta) és una actriu valenciana arran de la seua participació a la sèrie televisiva L'Alqueria Blanca. És mare de l'actriu Paula Braguinsky junt al també actor valencià Diego Braguinsky.
La carrera interpretativa de Lola Moltó s'inicia al teatre el 1989 amb l'obra Los figurantes de José Sanchis Sinisterra sota la direcció de Carme Portaceli. Segueixen una quinzena d'obres, entre les quals destaquen Isabel, tres caravel·les i un embolicador (1992) de Dario Fo, sota la direcció del mateix autor, o el debut en la direcció teatral de Bigas Luna amb la seua versió de les Comedias bárbaras (2003) de Valle-Inclán. El 1996 debuta al cinema amb el llarg de Carlos Pérez Ferrer Best Seller i participa en altres com Un suave olor a canela (2012) o La familia (Dementia) (2016) dirigides por Giovanna Ribes.
Ha tingut repercussió pel seu paper protagonista a la sèrie de televisió valenciana L'Alqueria Blanca on interpreta a Dora. A més a més també ha estat present en sèries com Entre dos reinos, Les moreres, Hospital central, Negocis de família o Diumenge Paella.
A més d'actriu, Moltó és directora de doblatge, cantant i ballarina. També va treballar a la ràdio al programa Bon dia Monleón de Ràdio 9 dirigit pel polifacètic Joan Monleón.